# Kufstein Arena
Die Arena Kufstein ist eine multifunktionale Veranstaltungshalle in der Stadtgemeinde Kufstein im Bundesland Tirol.

## Beschreibung
Die Veranstaltungshalle befindet sich auf dem Gelände der ehemaligen Sporthalle beim Sportzentrum am Fischergries direkt am Inn. Mittlerweile werden alle Sporteinrichtungen (Grenzlandstadion, Freischwimmbad, Tennishalle und Tennisplätze, Eisarena, Basketballanlage) am Kufsteiner Fischergries als „Arena“ bezeichnet. Die angestrebte Zielrichtung sind Veranstaltungen aus den Bereichen Sport, Kultur und Wirtschaft. Mit der neuen angrenzenden Eisarena soll die Halle auch für größere Messen im Wirtschaftsraum Innsbruck-Kufstein-Rosenheim interessant werden. Die Kapazität der Halle beträgt für bestuhlte Konzerte etwa 1800 Zuschauer – für kleinere Veranstaltungen kann die Halle aber mit geringem Aufwand umgebaut werden.
In der Arena Kufstein trägt der Basketballclub Kufstein Towers seine Heimspiele aus.